# Альметьев, Пётр Михайлович
Пётр Михайлович Альметьев (иногда Альметев; 15 (27) июня 1874, Оренбургская губерния — после 1919) — есаул царской армии, представлен к званию войскового старшины Белого движения, депутат 3-го очередного Войскового круга Оренбургского казачьего войска (1919), кавалер трёх орденов. Брат войскового старшины В. М. Альметьева и полковника Н. М. Альметьева.

## Биография
Родился 15 (27) июня 1874 года в Остроленском поселке, Верхнеуральского уезда, Оренбургской губернии. Как и его братья, Василий и Николай, Пётр являлся представителем офицерской династии нагайбаков, происходившей, по данным некоторых исследователей, из рода татарских мурз. После получения общего образования поступил в Оренбургское казачье юнкерское училище, которое окончил по первому разряду.
В начале августа 1893 года приступил к воинской службе в Русской императорской армии. Во второй половине июля 1899 года получил чин хорунжего, а немногим меньше чем через четыре года, в июле 1903 — сотника (со старшинством с июня). Стал подъесаулом «иррегулярной кавалерии» после Русско-Японской войны, в июле 1907 года, а есаулом — во время Первой мировой войной — в конце августа 1915. Уже в период Гражданской войны был представлен к званию войсковые старшины казачьего войска (1918—1919).
Начиная с 1901 года проходил действительную службу в Оренбургском 4-м казачьем полку. После Русско-Японской войны, по состоянию на 1906 год, был в списках Оренбургского 8-го казачьего полка. На начало января 1908 года оказался в Оренбургском 7-м казачьем полку. 7 (20) января 1912 года с ним произошёл несчастный случай — он упал, вместе со своей лошадью, на барьер и серьезно травмировался. До начала апреля 1913 года вновь состоял в 4-м казачьем полку. После 1915 года вышел в отставку.
С разворачиванием боевых действие Гражданской войны на Южном Урале стал участником Тургайского похода (апрель-июль 1918 года): «по болезни» остался затем в Тургайской области. В сентябре-октябре был избран депутатом от станицы Остроленской на Третий чрезвычайный Войсковой круг, проходивший в Оренбурге. С ноября 1918 года вошёл в состав ликвидационной комиссии при окружном правлении второго военного отдела Оренбургского войска. В 1919 году вновь избрался делегатом Третьего, на этот раз очередного, Войскового круга.

## Награды
- Орден Святого Станислава 3 степени (1909)
- Орден Святой Анны 3 степени
- Орден Святого Станислава 2 степени (1913)[3]

## Семья
Старший брат: Николай Михайлович Альметьев (1872—1938) — войсковой старшина царской армии, полковник Белого движения, командующий 35-го полка Оренбургского казачьего войска (1919), кавалер шести орденов.
Младший брат: Феодор Михайлович Альметев (1876—1920) — священник Оренбургской епархии Русской Православной Церкви, сотрудник киргизской миссии (1902—1906), заведующий Александровским миссионерским станом (1906—1907), благочинный Требиатского (1913—1915) и 3-го Верхнеуральского (1915—1917) округов. Расстрелян в 1920 году в Казахстане, близ города Сергиополь, Семипалатинская область.
Младший брат: Василий Михайлович Альметьев (1879 — после 1919) — есаул царской армии, войсковой старшина Белого движения, временный командующий 21-го полка Оренбургского казачьего войска (1919), кавалер шести орденов.
Пётр Михайлович был женат на дочери купца Елизавете Тимофеевне Альметьевой (в девичестве — Куликовой). В семье было трое детей: Владимир (род. 1909), Аркадий (род. 1910) и Константин (род. 1912).